# Coenosia kosterini
Coenosia kosterini (лат.) — вид двукрылых семейства настоящих мух. Назван в честь российского одонатолога О. Э. Костерина. Типовое местонахождение — город Омск (Россия).

## Описание
Длина тела самца 2,5 мм. Лоб занимает треть ширины головы. Лицо и щёки жёлтые. Усики жёлтые. ариста длинная в коротких волосках. Щупики жёлтые. Бока груди, среднеспинка и щиток покрыты серым налётом. Ноги жёлтые. Передние голени с двумя рядами щетинок. Лапки жёлтые. Все тазики покрыты жёлтыми волосками, задние тазики в сером налёте. Крылья прозрачные, их размах около 2,5 мм. Жилки жёлтые, в вершинном части буроватые. Закрыловые чешуйки белые. Жужжальца жёлтые. Брюшко относительно короткое и толстый. На четвёртом и пятом тергитах брюшка на сером фоне имеются парные чёрные пятна. Пятый стренит брюшка увеличен и густо покрыт длинными, жёлтыми волосками. Самка не известна.